# Národní basketbalová liga 2013-2014
La Národní basketbalová liga 2013-2014 fu la 22ª edizione del massimo campionato ceco di pallacanestro maschile. Il titolo andò per l'11º anno consecutivo al ČEZ Nymburk, vincitore in finale sull'Ariete Prostějov.

## Regolamento
Alla competizione hanno partecipato 12 formazioni che si sono affrontate in una Regular Season strutturata in un doppio girone all'italiana per tutte le squadre ad eccezione dei detentori del titolo del ČEZ Nymburk (impegnati in questa stagione anche nella VTB United League russa) che hanno disputato metà Regular Season. Rispetto alla passata edizione, non ha partecipato la squadra slovacca dell'Astrum Levice rimpiazzata dal mmcité Brno. Al termine della Regular Season, le prime otto classificate hanno avuto accesso ai play-off per il titolo.

## Regular season
|     | Squadra                | G  | V  | P  | PF   | PS   | %     | Qualificazione |
| --- | ---------------------- | -- | -- | -- | ---- | ---- | ----- | -------------- |
| 1.  | ČEZ Nymburk            | 22 | 22 | 0  | 1967 | 1369 | 100,0 | playoffs       |
| 2.  | Ariete Prostějov       | 42 | 32 | 10 | 3573 | 3052 | 76,2  | playoffs       |
| 3.  | JIP Pardubice          | 42 | 26 | 16 | 3453 | 3254 | 61,9  | playoffs       |
| 4.  | Opava                  | 42 | 26 | 16 | 3421 | 3163 | 61,9  | playoffs       |
| 5.  | Děčín                  | 42 | 26 | 16 | 3356 | 3175 | 61,9  | playoffs       |
| 6.  | SLUNETA Ústí nad Labem | 42 | 23 | 19 | 3325 | 3400 | 54,8  | playoffs       |
| 7.  | Farfallino Kolín       | 42 | 20 | 22 | 3235 | 3340 | 47,6  | playoffs       |
| 8.  | NH Ostrava             | 42 | 19 | 23 | 3369 | 3363 | 45,2  | playoffs       |
| 9.  | USK Praga              | 42 | 13 | 29 | 3116 | 3465 | 31,0  |                |
| 10. | Lions Jindřichův Hr.   | 42 | 12 | 30 | 3229 | 3674 | 28,6  |                |
| 11. | QANTO Tuři Svitavy     | 42 | 12 | 30 | 3216 | 3575 | 28,6  |                |
| 12. | MMCITÉ Brno            | 42 | 11 | 31 | 3194 | 3624 | 26,2  |                |

## Playoffs

### Tabellone
|  | Quarti di finale | Quarti di finale | Quarti di finale |           |             | Semifinali  | Semifinali | Semifinali |           |                 | Finale          | Finale          | Finale |  |
|  |                  |                  |                  |           |             |             |            |            |           |                 |                 |                 |        |  |
|  | 1                | ČEZ Nymburk      | 3                |           |             |             |            |            |           |                 |                 |                 |        |  |
|  | 1                | ČEZ Nymburk      | 3                |           |             |             |            |            |           |                 |                 |                 |        |  |
|  | 8                | Nová huť Ostrava | 0                |           |             |             |            |            |           |                 |                 |                 |        |  |
|  | 8                | Nová huť Ostrava | 0                |           | ČEZ Nymburk | ČEZ Nymburk | 3          |            |           |                 |                 |                 |        |  |
|  |                  |                  |                  |           | ČEZ Nymburk | ČEZ Nymburk | 3          |            |           |                 |                 |                 |        |  |
|  |                  |                  | Opava            | Opava     | 0           |             |            |            |           |                 |                 |                 |        |  |
|  | 4                | Opava            | Opava            | Opava     | 0           | 3           |            |            |           |                 |                 |                 |        |  |
|  | 4                | Opava            |                  |           |             |             |            |            |           |                 |                 |                 |        |  |
|  | 5                | Děčín            | 2                |           |             |             |            |            |           |                 |                 |                 |        |  |
|  | 5                | Děčín            | 2                |           | ČEZ Nymburk | ČEZ Nymburk | 3          |            |           |                 |                 |                 |        |  |
|  |                  |                  |                  |           |             |             |            |            |           |                 |                 |                 |        |  |
|  |                  |                  | Prostějov        | Prostějov | 0           |             |            |            |           |                 |                 |                 |        |  |
|  | 2                | Prostějov        | Prostějov        | Prostějov | 0           | 3           |            |            |           |                 |                 |                 |        |  |
|  | 2                | Prostějov        |                  |           |             | 3           |            |            |           |                 |                 |                 |        |  |
|  | 7                | Kolín            | 0                |           |             |             |            |            |           |                 |                 |                 |        |  |
|  | 7                | Kolín            | 0                |           | Prostějov   | Prostějov   | 3          |            |           | Finale 3º posto | Finale 3º posto | Finale 3º posto |        |  |
|  |                  |                  |                  |           | Prostějov   | Prostějov   | 3          |            |           |                 |                 |                 |        |  |
|  |                  |                  | Pardubice        | Pardubice | 2           |             |            |            |           |                 |                 |                 |        |  |
|  | 3                | Pardubice        | Pardubice        | Pardubice | 2           | 3           |            |            | Pardubice | Pardubice       | 1               |                 |        |  |
|  | 3                | Pardubice        |                  |           |             |             |            |            | Pardubice | Pardubice       | 1               |                 |        |  |
|  | 6                | Ústí nad Labem   | 0                |           |             | Opava       | Opava      | 2          |           |                 |                 |                 |        |  |

### Quarti di finale
| Squadra 1        | Totale | Squadra 2              | Gara 1 | Gara 2 | Gara 3 | Gara 4 | Gara 5 |
| ---------------- | ------ | ---------------------- | ------ | ------ | ------ | ------ | ------ |
| ČEZ Nymburk      | 3 - 0  | NH Ostrava             | 88-50  | 96-63  | 112-78 |        |        |
| BK Opava         | 3 - 2  | BK Děčín               | 76-71  | 76-66  | 55-61  | 69 -71 | 58-55  |
| Ariete Prostějov | 3 - 0  | Farfallino Kolín       | 89-81  | 78-66  | 85-69  |        |        |
| BK JIP Pardubice | 3 - 0  | Sluneta Ústí nad Labem | 79-76  | 85-78  | 90-72  |        |        |

### Semifinali
| Squadra 1        | Totale | Squadra 2        | Gara 1 | Gara 2 | Gara 3 | Gara 4 | Gara 5 |
| ---------------- | ------ | ---------------- | ------ | ------ | ------ | ------ | ------ |
| ČEZ Nymburk      | 3 - 0  | BK Opava         | 86-60  | 84-76  | 86-67  |        |        |
| Ariete Prostějov | 3 - 2  | BK JIP Pardubice | 71-49  | 59-73  | 57-75  | 76-66  | 103-69 |

### Finale
| Squadra 1   | Totale | Squadra 2        | Gara 1 | Gara 2 | Gara 3 | Gara 4 | Gara 5 |
| ----------- | ------ | ---------------- | ------ | ------ | ------ | ------ | ------ |
| ČEZ Nymburk | 3 - 0  | Ariete Prostějov | 75-61  | 80-66  | 97-63  |        |        |

| Národní basketbalová liga 2013-2014 |
| ----------------------------------- |
| ČEZ Nymburk 11º titolo              |

## Squadra vincitrice
| N° | Naz.                          | Ruolo | Sportivo         |      | Alt. |  |
| -- | ----------------------------- | ----- | ---------------- | ---- | ---- |  |
| 4  | Rep. Ceca (bandiera)          | C     | Petr Benda       | 1982 | 204  |  |
| 5  | Svezia (bandiera)             | P     | Thomas Massamba  | 1985 | 184  |  |
| 6  | Macedonia del Nord (bandiera) | P     | Vlado Ilievski   | 1980 | 188  |  |
| 7  | Rep. Ceca (bandiera)          | GA    | Vojtěch Hruban   | 1989 | 200  |  |
| 8  | Rep. Ceca (bandiera)          | AP    | Lukáš Palyza     | 1989 | 204  |  |
| 9  | Rep. Ceca (bandiera)          | G     | Jiří Welsch      | 1980 | 197  |  |
| 10 | Rep. Ceca (bandiera)          | A     | Pavel Houška     | 1984 | 204  |  |
| 11 | Stati Uniti (bandiera)        | G     | Tre Simmons      | 1982 | 198  |  |
| 12 | Austria (bandiera)            | AG    | Rašid Mahalbašić | 1990 | 210  |  |
| 13 | Slovacchia (bandiera)         | AC    | Radoslav Rančík  | 1979 | 207  |  |
| 15 | Stati Uniti (bandiera)        | AP    | Dylan Page       | 1982 | 203  |  |
| 31 | Rep. Ceca (bandiera)          | AP    | Martin Kříž      | 1993 | 200  |  |
| 51 | Rep. Ceca (bandiera)          | AP    | Matěj Svoboda    | 1996 | 200  |  |
| 55 | Rep. Ceca (bandiera)          | AP    | Tomáš Pomikálek  | 1989 | 200  |  |
|    | Lituania (bandiera)           | All.  | Kęstutis Kemzūra |      |      |  |